# PDVSA
Petróleos de Venezuela, Sociedad Anonima (PDVSA) e венецуелска държавна нефтено-газова компания, най-голямата компания на страната. Притежава монополно право за добив на нефт и природен газ в континенталния и морски шелфове на Венецуела.
PDVSA има съществено влияние върху икономическата, социална и политическа сфери на Венецуела. Компанията редовно инвестира в различни правителствени програми в областта на здравеопазването, образованието и др. под.

## История
Държавната нефтена компания Petroleos de Venezuela SA (PDVSA) е основана през 1975 г. Тя работи неефективно, изразходвайки значителни средства за амбициозни проекти, високи заплати на ръководителите. Въпреки високите цени на нефта, външният дълг на страната е голям.
В края на 1980-те години рязкото понижение на цените на нефта на световния пазар води до икономическа криза в страната.
През 1989 г. президентът на Венецуела Карлос Перес започва изпълнението на програма за икономическа стабилизация и структурно преустройство в страната, разработена по инициатива на МВФ, обаче предприетата от него шокова терапия предизвиква масово недоволство сред населението, и Перес е отстранен от власт.
С идването на власт на Уго Чавес през 1999 г. е приет закон, предполагащ засилване ролята на държавата и увеличение на данъчното облагане в нефтената сфера (2002 г.). Недоволният от реформите персонал на PDVSA започва да стачкува, но в продължилата почти две години борба със стачкуващите Чавес побеждава: в началото на 2003 г. около 18 хил. работници от компанията (т.е. почти половината от персонала) са уволнени. Чавес успява напълно да постави дейността на компанията под свой контрол.
През 2007 г., под влияние на правителството в Каракас, корпорациите Total, BP, Chevron, ExxonMobil и други подписват договори за създаване на съвместни предприятия с PDVSA за разработка на находищата в басейна на Ориноко.
Новият президент Николас Мадуро през ноември 2017 г. назначава за ръководител на PDVSA генерал-майора от Националната гвардия Мануел Кеведо. Той инициира углавно дело спрямо високопоставени сътрудници на Chevron, обвинявайки ги в изкуствено завишение на цените. През пролетта на 2018 г. мениджърите на Chevron започват да напускат страната.
На 28 януари 2019 г., заради политическата криза в страната, Министерството на финансите на САЩ въвежда срещу PDVSA икономически санкции. Блокирани са активи на компанията на обща сума от 7 млрд. долара. Същевременно остава възможността американските компании да купуват венецуелски нефт, но получените от продажбата средства постъпват в блокираната сметка на компанията, към която правителството на Венецуела няма достъп. Дъщерната компания на PDVSA – Citgo Petroleum, занимаваща се с нефтопреработка в САЩ, продължава работата си там. На 1 март 2019 г. президентът Николас Мадуро решава да закрие офиса на PDVSA в Лисабон и да го премести в Москва.

## Природни ресурси
Нефт
Към 2009 г. доказаните запаси от нефт на Венецуела възлизат на 7% от световните запаси (11,2 млрд. тона); към 2019 г. те са 18%. Добивът на нефт е около около 100 млн. тона годишно. Над 50% от нефта се изнася, като най-голям вносител са САЩ.
Газ
Доказаните залежи от природен газ в страната възлизат на 4,1 трлн m³ – второ място в Западното полукълбо след САЩ. На територията на Венецуела ежегодно се добиват около 30 млрд. m³ газ.